# Панкарин, Василий Фёдорович
Васи́лий Фёдорович Панка́рин (1924, Камчатская губерния — 1974) — первый корякский учёный, лингвист, северовед.

## Биография
Родился в Камчатской губернии (ныне — в Тигильском районе, Камчатский край) в корякской семье. Окончил среднюю школу в Тигильском районе, затем — Хабаровский педагогический институт.
Несколько лет преподавал корякский язык на подготовительном отделении института, затем работал в Тигильском педагогическом училище (позднее переведённом в Петропавловск-Камчатский).
С 1958 года преподавал в созданном Камчатском педагогическом институте (заведовал северным отделением). В 1970-е годы работал в НИИ национальных школ Министерства просвещения РСФСР.

### Семья
Жена — Зоя Раева, учительница.

## Научная деятельность
Основные направления исследований:
- учебно-воспитательная работа в национальных школах Камчатки;
- обучение языкам в начальных классах корякской школы.

Подготовил кандидатскую диссертацию на тему «Обучение русскому произношению в начальных классах корякской школы» (защита не состоялась).

### Избранные труды
- Богданова Н. А., Панкарин В. Ф. Обучение грамоте в корякской начальной школе : Планирование материала букваря и примерные уроки грамоты родного языка. — Л.: Учпедгиз, 1960. — 78 с. — 500 экз.
- Панкарин В. Ф. О фонетических ошибках в речи учащихся-коряков и приемах исправления их : Метод. рекомендации в помощь учителю нац. школы Камчат. обл. — Петропавловск-Камчатский : Дальневост. кн. изд-во, 1970. — 92 с. — 1000 экз.